# Германско-литовские отношения
Германско-литовские отношения — двусторонние дипломатические отношения между Германией и Литвой.

## История
20 марта 1939 году гитлеровская Германия выдвинула ультиматум Литве, в котором требовала передать контроль над Клайпедским краем. 22 марта 1939 года министры иностранных дел Литвы и Германии подписали договор о передаче Клайпедского края Германии (пакт Урбшиса — Риббентропа). В ходе Великой Отечественной войны территория Литвы стала зоной ожесточенных боёв между вермахтом и Красной армией, окончившихся изгнанием германской армии в 1944 году.
27 августа 1991 года Германия признала восстановленную независимость Литвы. 28 августа 1991 года были установлены дипломатические отношения после того, как Литва стала независимым государством от СССР. Германско-литовские отношения основаны на солидарности и партнерстве в ЕС и НАТО, а также на развитой сети контактов в сфере бизнеса, науки, культуры и общества. Германия рассматривается Литвой как важный член Европейского союза (ЕС), благодаря тесному экономическому сотрудничеству. Страна имеет исторические связи с Германией так как Малая Литва (Прусская Литва), включавшая в себя города Клайпеду и Шилуте, являлась частью Германской империи.

## Торговля
В 2017 году Германия экспортировала товаров в Литву на сумму 3,74 млрд долларов США.

## Военное сотрудничество
В феврале 2017 года в рамках расширенного передового присутствия НАТО и на основе решений, принятых на саммите НАТО в Варшаве в 2016 году, Германия начала развертывание военного контингента на территории Литвы, который входит в состав батальона НАТО. В настоящее время батальон насчитывает около 1300 солдат, около половины из них граждане Германии.
В 2022 году Берлин и Вильнюс договорились о дислокации на территории Литвы бригады немецкой армии (около 5000 солдат). Первые немецкие солдаты прибыли в Вильнюс в апреле 2024 года. Бригаду планируется разместить на полигоне у деревни Руднинкай (Шальчининкайский район) и в городе Рукла (Ионавский район). По словам министра обороны Германии Бориса Писториуса, бригада выйдет на полную боевую готовность в 2027 году.

## Дипломатические миссии
- Германия содержит посольство в Вильнюсе и почётное консульство в Клайпеде[6].
- У Литвы есть посольство в Берлине[7].